# YBP 1194
YBP 1194 är en ensam stjärna i den öppna stjärnhopen M67 i södra delen av stjärnbilden Kräftan. Den har en skenbar magnitud av ca 14,68 och kräver ett kraftfullt teleskop för att kunna observeras. Baserat på parallax enligt Gaia Data Release 2 på ca 1,1 mas, beräknas den befinna sig på ett avstånd på ca 2 920 ljusår (ca 900 parsek) från solen. Den rör sig bort från solen med en heliocentrisk radialhastighet på ca 37 km/s.

## Egenskaper
YBP 1194 är en gul till vit stjärna i huvudserien av spektralklass G5 V, med en effektiv temperatur av ca 5 800 K. Stjärnan är den bästa soltvillingen som hittills (2022) hittats, med nästan exakt temperatur, radie och massa som solen. Den ingår i en liten klunga, Messier 67, med en radie på 10 ljusår, tillsammans med över 500 andra stjärnor. Som jämförelse har solen 17 stjärnor inom ett avstånd av 10 ljusår och cirka 134 stjärnor inom ett avstånd av 20 ljusår.

## Planetsystem
Exoplaneten YBP 1194 b upptäcktes i januari 2014 av forskare vid Europeiska sydobservatoriet (ESO) när tre nya planeter upptäcktes i M67-klustret, varav en kretsar kring YPB 1194. Exoplaneten är omkring 100 gånger mer massiv än Jorden. Exoplaneten YBP 1194 b kretsar, jämfört med sol-jord-systemet, kring stjärnan närmare än planeten Merkurius från solen. Omloppsperioden är 6,9 dygn för YPB 1194 b och banans excentricitet är 0,24, nära Plutos excentricitet på 0,24905." Den har en massa av ca 3,4 jupitermassor. Sammansättningen av dessa planeter är för närvarande okänd.
| Planet | Massa   | Halv storaxel (AE) | Siderisk omloppstid (d) | Excentricitet | Inklination | Radie |
| ------ | ------- | ------------------ | ----------------------- | ------------- | ----------- | ----- |
| b      | 0,34 MJ | 0,0716             | 6,9                     | 0,24          | -           | -     |